# Rouzbeh Arghavan
Rouzbeh Arghavan (en persan : روزبه ارغوان), né le 18 mai 1988, est un joueur iranien de basket-ball. Il évolue au poste de pivot.

## Palmarès
- Coupe FIBA Asie 2012
- Champion d'Asie 2013